# Vicky Xu
Vicky Xiuzhong Xu (xinès tradicional: 许秀中, pinyin: Xǔ Xiùzhōng; Xina, 1994) és una analista política i periodista australiana coneguda per exposar les violacions dels drets humans a la Xina. El març de 2020, Xu va ser l'autora principal d'un informe, Uyghurs for Sale (Uigurs a la venda), que afirmava que molts uigurs de Xinjiang havien estat traslladats a la Xina per fer treballs forçats. Això va provocar una campanya d'assetjament contra Xu, incloses amenaces de mort i vídeos de desprestigi.

## Biografia
Xu va néixer a la ciutat de Jiayuguan, a la província de Gansu, Xina. El seu pare és membre del Partit Comunista Xinès.
El 2012, Xu va ingressar a la Universitat de Comunicació de la Xina a Pequín. En un any sabàtic el 2014, Xu va viatjar a Perth, ensenyant mandarí a una escola secundària suburbana. En aquest moment era partidària del PCC. Tanmateix, va començar a canviar després de veure un documental sobre les protestes i la massacre de la plaça de Tiananmen de 1989.
En abandonar els seus estudis a Pequín, Xu es va graduar en Ciències Polítiques a la Universitat de Melbourne amb un semestre d'intercanvi a l'Institut de Recerca Harry S. Truman. En aquest moment, Xu donava suport obertament al PCC. No obstant això, després d'entrevistar a una dissident xinesa, Wu Lebao, per a una tasca, Xu va començar a revisar les seves posicions anteriors.
Després d'abandonar la Xina, Xu ha treballat com a periodista per a mitjans australians i nord-americans, i ha realitzat comèdia stand-up. Més recentment, ha treballat com a analista de polítiques a l' Institut de polítiques estratègiques d'Austràlia (Australian Strategic Policy Institute).

### Carrera professional
Durant els seus estudis, Xu va escriure com a freelance per a The New York Times a Pequín i Sydney.
Després de la seva graduació el 2018, Xu va treballar per a l'Australian Broadcasting Corporation (ABC), el New York Times i l'Australian Strategic Policy Institute. Els informes de Xu han tractat temes com les relacions entre Austràlia i la Xina, els abusos dels drets humans a la Xina i les comunitats de la diàspora d'Austràlia. També ha treballat fent stand up, utilitzant l'humor negre per compartir les seves observacions sobre la Xina.
En una debat televisiu al febrer de 2020, Xu va debatre sobre Wang Xining, el cap adjunt de l'ambaixada de la Xina a Austràlia sobre el tracte que la Xina dona als uigurs. Al març, com a autor principal de l'informe Uyghurs for Sale, Xu va documentar proves que demostraven que les autoritats xineses estaven desplaçant els uigurs de Xinjiang a altres regions de la Xina i després els utilitzaven com a treball forçat, sovint per fabricar productes per a marques globals com Adidas, Apple, BMW o Nike, entre d'altres. L'informe es va convertir en una base per a les declaracions de les agències governamentals dels EUA, juntament amb les universitats europees i canadenques, contra el maltractament xinès a les minories ètniques i religioses. Xu ha criticat el govern australià per no reconèixer la crisi dels drets humans dels uigurs com a genocidi. També ha criticat alguns falcons de la Xina, com Sharri Markson, per basar les seves opinions sobre la Xina i els orígens de la pandèmia COVID-19 en teories de la conspiració.

### Assetjament
El 2019, Xu i la seva família estaven sent assetjades activament, amb crides perquè el seu pare, de qui ara està allunyada, fos "castigat" amb l'exili a causa de les opinions de la seva filla. Quan va visitar la seva àvia moribunda, se li va advertir que no tornés a la Xina. El 2021, es va crear una exposició de quatre parts sobre la seva vida privada.
A l'abril, durant una campanya de desprestigi a tot el país, els mitjans estatals xinesos la van qualificar de traïdora, de peó controlat per Occident o de "dimoni femení". Els usuaris d'Internet a la Xina van fer amenaces de mort i van demanar que la seva família fos localitzada. En un mitjà australià, Xu va revelar que l'assetjament s'ha estès més enllà d'ella, que: "les persones properes a mi que encara viuen a la Xina han estat atacades per agents d'intel·ligència xinesos. La gent propera a mi ha estat interrogada repetidament i detinguda. Estan pagant un preu perquè digui la veritat aquí."
El gener de 2021, Allen & Unwin van anunciar plans per publicar les properes memòries de Xu, You're So Brave.